# Cratere Crommelin (Luna)
Crommelin è un cratere lunare di 93,48 km situato nella parte sud-orientale della faccia nascosta della Luna, nelle vicinanze del polo meridionale. Si trova a nord del grande cratere Zeeman ed a est-nord-est del cratere Numerov.
Questa formazione è stata fortemente erosa, fino al punto di diventare poco più di una depressione circolare costellata da piccoli crateri. Un impatto minore, ed ugualmente eroso, attraversa il margine settentrionale, ed il cratere satellite Crommelin X è adiacente al bordo esterno verso nord-ovest. I più grandi crateri del pianoro interno formano una coppia vicino al margine sud. Al centro vi sono i resti di un picco centrale, ridotti ad una modesta altura.
Il cratere è dedicato all'astronomo britannico Andrew Crommelin. 

## Crateri correlati
Alcuni crateri minori situati in prossimità di Crommelin sono convenzionalmente identificati, sulle mappe lunari, attraverso una lettera associata al nome.
| Crommelin | Coordinate             | Diametro (in km) |
| --------- | ---------------------- | ---------------- |
| C         | 65°27′36″S 144°05′24″W | 41,58            |
| W         | 65°37′12″S 153°40′12″W | 22,3             |
| X         | 65°58′12″S 150°42′36″W | 26,74            |